# キングアンドクイーン郡 (バージニア州)
キングアンドクイーン郡（英: King and Queen County）は、アメリカ合衆国バージニア州の東部、ミドル半島に位置する郡である。2010年国勢調査での人口は6,945人であり、2000年の6,630人から4.8%増加した。郡庁所在地は国勢調査指定地域のキングアンドクイーンコートハウス（人口85人）であり、同郡に法人化された町は無い。

## 歴史
キングアンドクイーン郡は1691年にニューケント郡から分離して設立された。郡名は、イングランドのウィリアム3世とメアリー2世に因んで名付けられた。1790年の国勢調査による人口が同じく2000年のものよりも多いことで、アメリカ合衆国でも数少ない郡の1つである。
初期開拓者の中にイングランドのハンプシャー州オールドアルレスフォードからの移民ロジャー・シャックルフォードが居り、彼に因んで郡内のシャックルフォーズが名付けられた。シャックルフォードの子孫が郡内に住み続けており、19世紀までにタリアフェーロ、ビバリー、ソーントン、シアーズなどの家系と婚姻を結んでいた。
南北戦争中の1864年3月2日、ウォーカートンの戦いが郡内で起こり、南軍の勝利に終わった。
長年郡内の出版物には交通信号が無いと記されていた。アメリカ国道360号線のセントスティーブンスチャーチの所に信号旗が据えられ、この神話は終わった。
郡内には法人化された町が無く、州内でも田舎の性格が強いところである。

## 地理
アメリカ合衆国国勢調査局に拠れば、郡域全面積は326平方マイル (844.3 km2)であり、このうち陸地316平方マイル (818.4 km2)、水域は10平方マイル (25.9 km2)で水域率は3.08%である。

### 主要高規格道路
- アメリカ国道360号線
- バージニア州道14号線
- バージニア州道33号線

### 隣接する郡
- キャロライン郡 - 北
- エセックス郡 - 北東
- ミドルセックス郡 - 東
- グロスター郡 - 南東
- ジェームズシティ郡 - 南
- ニューケント郡 - 南西
- キングウィリアム郡 - 西

## 人口動態
以下は2000年国勢調査による人口統計データである。
| 基礎データ - 人口: 6,630人 - 世帯数: 2,673 世帯 - 家族数: 1,897 家族 - 人口密度: 8人/km2（21人/mi2） - 住居数: 3,010軒 - 住居密度: 4軒/km2（10軒/mi2） 人種別人口構成 - 白人: 61.22% - アフリカン・アメリカン: 35.67% - ネイティブ・アメリカン: 1.42% - アジア人: 0.27% - 太平洋諸島系: 0.02% - その他の人種: 0.15% - 混血: 1.25% - ヒスパニック・ラテン系: 0.87% 年齢別人口構成 - 18歳未満: 22.7% - 18-24歳: 7.0% - 25-44歳: 26.8% - 45-64歳: 27.0% - 65歳以上: 16.4% - 年齢の中央値: 41歳 - 性比（女性100人あたり男性の人口） - 総人口: 95.2 - 18歳以上: 92.5 | 世帯と家族（対世帯数） - 18歳未満の子供がいる: 26.8% - 結婚・同居している夫婦: 52.6% - 未婚・離婚・死別女性が世帯主: 13.5% - 非家族世帯: 29.0% - 単身世帯: 24.6% - 65歳以上の老人1人暮らし: 11.0% - 平均構成人数 - 世帯: 2.48人 - 家族: 2.94人 収入と家計 - 収入の中央値 - 世帯: 35,941米ドル - 家族: 40,563米ドル - 性別 - 男性: 33,217米ドル - 女性: 21,753米ドル - 人口1人あたり収入: 17,236米ドル - 貧困線以下 - 対人口: 10.9% - 対家族数: 7.8% - 18歳未満: 8.1% - 65歳以上: 14.8% |

### CDP
- キングアンドクイーンコートハウス - 郡庁所在地
- ニュータウン
- セントスティーブンスチャーチ
- シャックルフォーズ